# Parafia św. Mikołaja w Waszyngtonie
Parafia św. Mikołaja – prawosławna parafia w Waszyngtonie, należąca do dekanatu Waszyngton DC diecezji Waszyngtonu Kościoła Prawosławnego w Ameryce.
Parafia została powołana w 1930. Pierwotnie jej świątynią była kaplica domowa przy Riggs Place; w tym samym budynku zamieszkiwał pierwszy proboszcz, ks. John Dorosh. Pięć lat później parafia przeniosła się do budynku przy 1708 Church Street. W 1938 nowy proboszcz, ks. Paul Lutov, wprowadził do nabożeństw język angielski, co miało otworzyć parafię na wiernych narodowości innej niż rosyjska. W 1950 wspólnota osiągnęła liczbę 100 członków. Rok później metropolita Leoncjusz (Turkiewicz) pobłogosławił miejsce wyznaczone pod budowę znacznie większej cerkwi św. Mikołaja. Prace budowlane nad jej wzniesieniem trwały przez kolejne 12 lat.
Od 1950 parafia prowadzi szkołę niedzielną św. Mikołaja, do której uczęszcza ok. 25–30 dzieci. Kapłani pracujący w parafii pracują również jako kapelani wśród prawosławnych studentów Uniwersytetu w Waszyngtonie.
Głównym językiem liturgicznym parafii pozostaje angielski, w mniejszym stopniu cerkiewnosłowiański i gruziński. Od początku XXI w. część nabożeństw jest odprawiana przy użyciu języka migowego. Parafia ma charakter wieloetniczny.